# Gerhard Wendland (peintre)
Pour les articles homonymes, voir Wendland et Wendland (homonymie).
Gerhard Wendland, né le 29 octobre 1910 à Hanovre (province de Hanovre) et mort le 23 juillet 1986 à Nuremberg (Allemagne), est un artiste peintre et graphiste allemand.
Il est un représentant important de l'art abstrait de l'après Seconde Guerre mondiale, mais il a toujours été ouvert à de nouveaux styles et directions.

## Biographie
Gerhard Wendland étudie à l'école d'art de Hanovre. Il effectue de nombreux voyages d'études en Hollande, Suisse, Italie, Hongrie et Yougoslavie. Après son service militaire fait pendant la Seconde Guerre mondiale, il est fait prisonnier par les Britanniques en Égypte.

## Littérature
- Ausstellungskatalog: II. documenta ’59. Kunst nach 1945. Katalog: Band 1: Malerei; Band 2: Skulptur; Band 3: Druckgrafik; Textband. Kassel/Köln 1959
- Kunsthalle Nürnberg (Hrsg.): Gerhard Wendland: Retrospektive; Bilder, Grafik, Objekte. Nürnberg 1981
- Gerhard Wendland: Das druckgrafische Werk.- Hrsg. von Matthias Strobel und Andrea Dippel. Verlag für moderne Kunst Nürnberg 2010

## Honneurs, récompenses et distinctions
- 1953 : ars viva[1]